# Grevillea, Proteaceae: a taxonomic revision
Grevillea, Proteaceae: a taxonomic revision (abreviado Grevillea Taxon. Revis.) es un libro con descripciones botánicas que fue escrito por Donald McGillivray y editado por la Universidad de Melbourne en el año 1993.